# 黒澤和子
黒澤 和子（くろさわ かずこ、1954年4月29日 - ）は、日本の映画衣裳デザイナー、エッセイスト。

## 人物
東京都出身。黒澤明の長女。兄は黒澤久雄。元夫は俳優の加東大介の息子の加藤晴之。長男は俳優加藤隆之、次男は画家加藤秀之。三男は黒澤爽。
成城学園高等学校中退、サン・デザイン研究所、伊東衣服研究所デザイン課卒業、イタリア在住後デザイン会社を設立も、母の死を機に黒澤プロダクションを手伝う。
父黒澤明存命中は株式会社黒澤プロダクションにて、父の秘書的仕事をする。1988年父親の進言で映画界に入り、『夢』から黒澤組の衣裳担当。
2019年、『万引き家族』の衣裳デザインで第69回芸術選奨文部科学大臣賞（映画部門）受賞。
現在、長男はオフィスの社長としてビジネス面を、次男は自身の片腕に、三男は絵を描いてそれぞれ自身のサポートをしている。

## 主な作品
- 夢（1990年 衣装〈手伝い〉 黒澤明監督。衣装主任はワダ・エミ）
- 八月の狂詩曲（1991年 衣裳デザイン 黒澤明監督)
- まあだだよ（1993年 衣裳デザイン 黒澤明監督）
- 雨あがる（2000年 衣裳デザイン 小泉堯史監督）
- 阿弥陀堂だより（2002年 衣裳デザイン 小泉堯史監督）
- 海は見ていた（2002年 衣裳デザイン 熊井啓監督）
- たそがれ清兵衛（2002年 衣裳 山田洋次監督）
- 座頭市（2003年 衣裳デザイン 北野武監督）
- 隠し剣 鬼の爪（2004年 衣裳 山田洋次監督）
- 博士の愛した数式（2006年 衣裳コーディネーター 小泉堯史監督）
- 花よりもなほ（2006年 衣裳 是枝裕和監督）
- 武士の一分（2006年 衣裳 山田洋次監督）
- どろろ（2007年 衣裳デザイン 塩田明彦監督）
- 怪談（2007年 衣裳デザイン 中田秀夫監督）
- シルク（2007年 衣裳デザイン フランソア・ジラール監督）
- 明日への遺言（2008年 衣裳デザイン 小泉尭史監督）
- 歩いても歩いても（2008年 衣裳デザイン 是枝裕和監督）
- 私は貝になりたい（2008年 衣裳デザイン 福澤克雄監督）
- アウトレイジ（2010年 衣裳デザイン 北野武監督）
- 一命（2011年 衣装デザイン 三池崇史監督）
- アウトレイジ ビヨンド（2012年 衣裳デザイン 北野武監督）
- WARRIOR〜唄い続ける侍ロマン（2012年 衣装 TEAM NACS ニッポン公演）
- 清須会議（2013年 衣装デザイン 三谷幸喜監督）
- そして父になる（2013年 衣装デザイン 是枝裕和監督）
- 軍師官兵衛（2014年1月5日 - 12月21日　衣裳デザイン監修　NHK大河ドラマ）
- 龍三と七人の子分たち（2015年 衣装 北野武監督）
- とと姉ちゃん（2016年 衣装監修、NHK）テレビドラマ
- 海よりもまだ深く（2016年 衣装 是枝裕和監督）
- 忍びの国（2017年 衣装デザイン 中村義洋監督）
- アウトレイジ 最終章（2017年 衣裳 北野武監督）
- 西郷どん (NHK大河ドラマ) （2018年 衣装デザイン 、NHK）テレビドラマ
- マスカレード・ホテル（2019年 衣装デザイン、鈴木雅之監督）
- 麒麟がくる（2020年 衣装デザイン 、NHK）テレビドラマ
- 青天を衝け（2021年　衣装　NHK）テレビドラマ
- 首（2023年 衣装 北野武監督）

## テレビ出演
- 開運!なんでも鑑定団（テレビ東京、2008年2月19日）
- R30（TBS、2008年2月29日）
- いのちの響（TBS）
- 監督 黒澤明と歩んだ時代〜世界は今も夢をみる〜（日本映画専門チャンネル、2015年・全5回）
- 黒子の美学「“麒麟（きりん）がくる”衣装デザイナー・黒澤和子の世界」（NHK、2020年1月2日）

## 著書
- 『黒澤明の食卓』小学館〈小学館文庫〉、2001年
- 『パパ、黒澤明』文藝春秋、2000年。文藝春秋〈文春文庫〉、2004年
- 『回想 黒澤明』中央公論新社〈中公新書〉、2004年
- 『黒澤明 生きる言葉』PHPハンドブック、2007年。編著
- 『黒澤明が選んだ100本の映画』文藝春秋〈文春新書〉、2014年。編著